# Scopula inscriptata
Scopula inscriptata là một loài bướm đêm trong họ Geometridae.